# Uppsala allmänna konståkningsklubb
Uppsala Allmänna Konståkningsklubb är en ideell förening som bildades år 2001 av initiativtagarna Linda Holm och Karin Ponterius. Idag är föreningen en av Sveriges största konståkningsklubbar med drygt 300 aktiva åkare i åldern 3 - 25 år, med verksamhet både inom skridskoåkning och konståkning. Cirka 85 åkare är aktiva i tävlingssammanhang på alla nivåer inklusive elitserie och SM.
Efter 15 års verksamhet nominerades klubben år 2016 som årets ungdomsförening på Uppsala Idrottsgala, och huvudtränare Anki Niklasson som årets ungdomstränare.